# Biserica „Acoperământul Maicii Domnului” din Stolniceni
Biserica „Acoperământul Maicii Domnului” este o biserică amplasată în Stolniceni, raionul Hîncești, Republica Moldova. Este un monument arhitectural de importanță națională inclus în Registrul monumentelor Republicii Moldova ocrotite de stat cu nr. 657 (raionul Hîncești). Datează din 1911.